# 습격

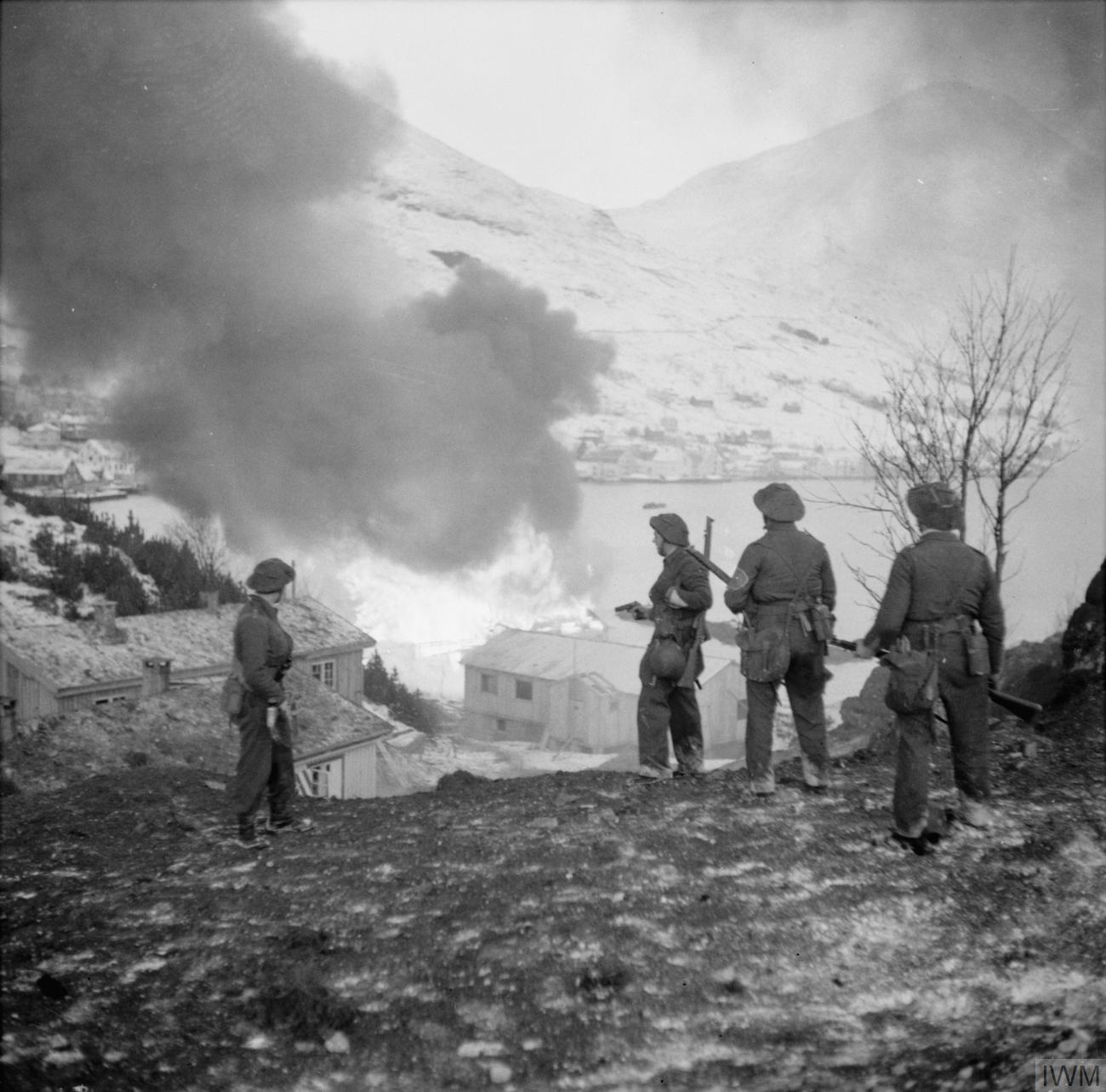
1941년 12월 27일, 노르웨이 Vågsøy 습격에서 탄약집적소가 불타는 것을 바라보는 영국 코만도들. (애처리 작전)

습격(襲擊, raid)은 특정한 목적을 가지되, 땅을 뺏으려는 의도는 없을 때, 빠르게 쳤다가 적군이 역습하기 전에 빠르게 원래 방어위치로 퇴각하는 것을 목적으로 하는 전술기동이다. 습격의 이유는 적의 교란, 요인 구출, 물품 파괴, 포로 해방, 요인 암살, 정보 수집 등 다양하다.

## 같이 보기
- 일격이탈 전술